# Antoon van Leyen

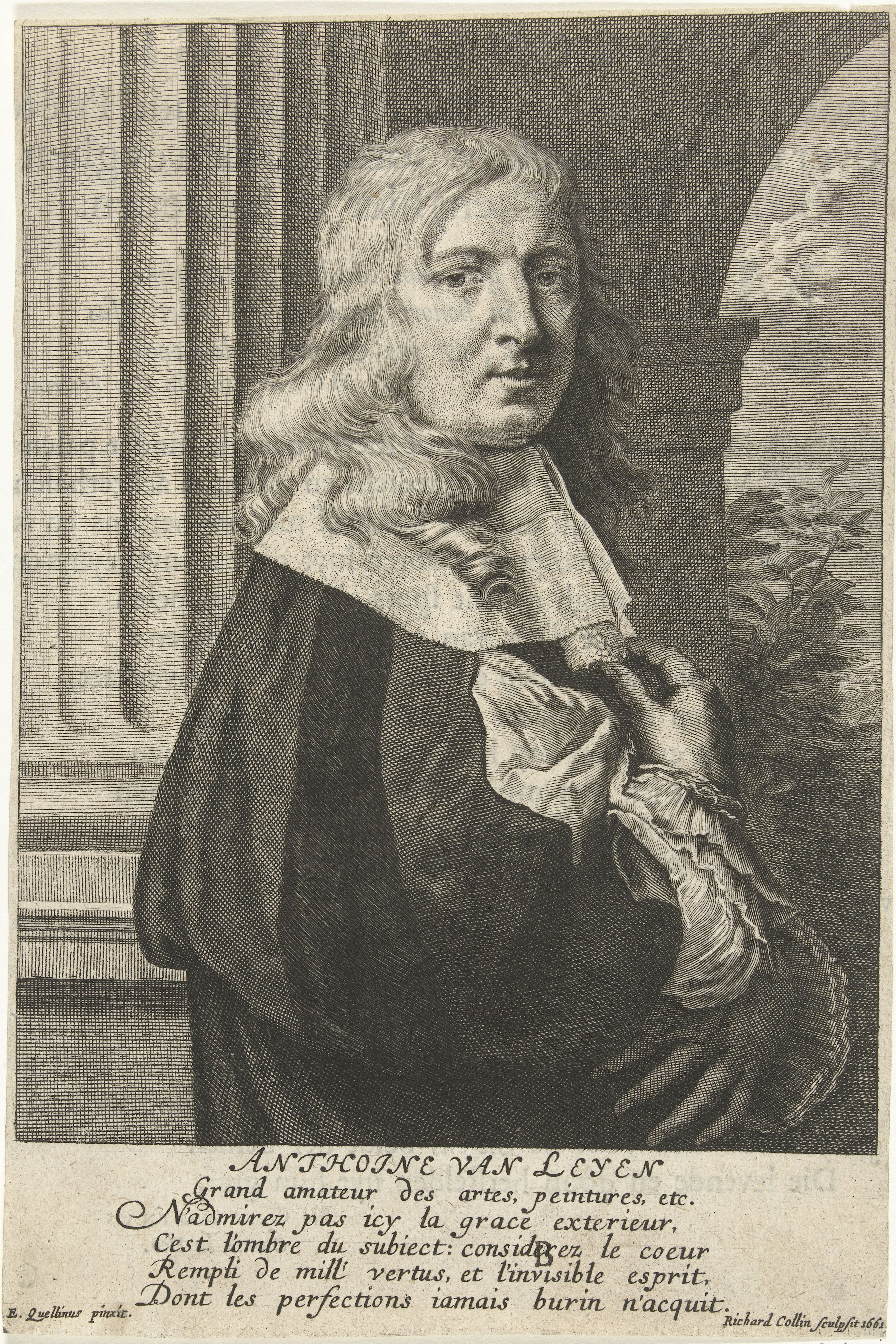
Incisione di Antoon van Leyen, di Erasmus Quellinus il Giovane, a pagina 9 del libro Het Gulden Cabinet pubblicato ad Anversa nel 1662

Antoon van Leyen noto anche come Anthoine van Leyen (1628 – 1686) è stato un pittore e mercante fiammingo che si era arricchito in maniera non chiara.

## Biografia
Nulla si conosce della sua vita prima che diventasse un uomo facoltoso, ma comunque lo si poteva definire un nuovo ricco. Aveva scoperto quali erano i veicoli che potevano metterlo in evidenza nei confronti dei suoi contemporanei e il suo nome circolava su opuscoli e libelli, da lui stesso finanziati, e si faceva ritrarre o si ritraeva da se stesso, essendo in discreto pittore, con la sua cospicua collezione d'arte. Nel 1669 ebbe dei problemi con la giustizia per aver fatto inserire un titolo nobiliare non reale sulla lapide funebre dei suoi genitori. Era considerato un amante dell'arte ed un uomo facoltoso e distinto e Cornelis de Bie lo gratificò inserendolo nel suo libro Het Gulden Cabinet (una raccolta di biografie dei pittori del suo tempo), pubblicato ad Anversa nel 1662 ed a lui dedicato, probabilmente poiché l'opera gli era stata finanziata da van Leyen stesso. Assieme alla biografia era stata inserita una stampa di van Leyen con una dedica, realizzata dall'incisore Erasmus Quellinus il Giovane.